# Lou Hoover
Lou Henry Hoover (29 de março de 1874 - 7 de janeiro de 1944) foi uma filantropa americana, geóloga e primeira-dama dos Estados Unidos de 1929 a 1933 como esposa do presidente Herbert Hoover. Ela foi ativa em organizações comunitárias e grupos de voluntários ao longo de sua vida, incluindo as Girl Scouts of the USA, que liderou de 1922 a 1925 e de 1935 a 1937. Ao longo de sua vida, Hoover apoiou os direitos das mulheres e a independência das mulheres. Ela era poliglota, fluente em mandarim e bem versada em latim, e foi a principal tradutora do latim para o inglês do complexo texto sobre metalurgia do século XVI, De re metallica.
Hoover foi criado na Califórnia, quando a cidade fazia parte da fronteira americana. Ela estudou na Universidade Stanford e se tornou a primeira mulher a receber um diploma em geologia da instituição. Ela conheceu seu colega de geologia Herbert Hoover em Stanford, e eles se casaram em 1899. Os Hoovers residiram primeiro na China; a Rebelião dos Boxers eclodiu mais tarde naquele ano, e eles estavam na Batalha de Tientsin. Em 1901, eles se mudaram para Londres, onde Hoover criou seus dois filhos e se tornou um anfitrião popular entre suas viagens internacionais. Durante a Primeira Guerra Mundial, os Hoovers lideraram esforços humanitários para ajudar refugiados de guerra. A família mudou-se para Washington, DC, em 1917, quando Herbert foi nomeado chefe da Food and Drug Administration, e Lou se tornou um ativista de conservação de alimentos em apoio ao seu trabalho.
Hoover se tornou a primeira-dama dos Estados Unidos quando seu marido tomou posse como presidente em 1929. Seu convite para Jessie De Priest tomar chá na Casa Branca foi controverso por seu apoio implícito à integração racial e aos direitos civis. Ela se recusou a dar entrevistas a repórteres, mas se tornou a primeira dama a dar programas de rádio regulares. Hoover foi responsável pela reforma da Casa Branca durante seu mandato e cuidou da construção de um retiro presidencial no Rapidan Camp. Ela minimizou seu papel público como anfitriã da Casa Branca, dedicando seu tempo como primeira-dama ao trabalho voluntário.
A reputação de Hoover declinou junto com a de seu marido durante a Grande Depressão, pois ela foi retratada como alguém que não se importava com as dificuldades enfrentadas pelos americanos. Tanto o público quanto as pessoas próximas a ela desconheciam seu amplo trabalho de caridade para apoiar os pobres enquanto era primeira-dama, pois ela acreditava que divulgar generosidade era impróprio. Depois que Herbert perdeu sua campanha de reeleição em 1932, os Hoovers retornaram à Califórnia e se mudaram para Nova York em 1940. Hoover ficou amarga com a perda do marido, culpando reportagens desonestas e táticas de campanha desonestas, e se opôs fortemente ao governo Roosevelt. Ela trabalhou fornecendo apoio humanitário ao marido durante a Segunda Guerra Mundial até sua morte repentina de ataque cardíaco em 1944.